# Josh Saunders
Josh Saunders (Grants Pass, Oregón, Estados Unidos, 2 de marzo de 1981) es un futbolista estadounidense nacionalizado puertorriqueño que juega como portero.

## Trayectoria
| Club                   | País           | Año                |
| ---------------------- | -------------- | ------------------ |
| San Jose Earthquakes   | Estados Unidos | 2003-2004          |
| Portland Timbers (USL) | Estados Unidos | 2003-2004 (cedido) |
| Portland Timbers (USL) | Estados Unidos | 2004-2005          |
| Los Ángeles Galaxy     | Estados Unidos | 2005-2007          |
| Portland Timbers (USL) | Estados Unidos | 2005-2006 (Cedido) |
| Puerto Rico Islanders  | Puerto Rico    | 2007-2008          |
| Miami FC               | Estados Unidos | 2008-2009          |
| Los Ángeles Galaxy     | Estados Unidos | 2008-2009 (Cedido) |
| Los Ángeles Galaxy     | Estados Unidos | 2009-2013          |
| Real Salt Lake         | Estados Unidos | 2013-2014          |
| New York City FC       | Estados Unidos | 2014-2016          |
| San Antonio Scorpions  | Estados Unidos | 2014-2015 (cedido) |
| Orlando City           | Estados Unidos | 2017               |

## Selección nacional
Ha sido internacional con Puerto Rico y ha jugado 2 partidos internacionales.
| Período | Selección                          | Partidos (goles) |
| ------- | ---------------------------------- | ---------------- |
| 2008-   | Selección de fútbol de Puerto Rico | 2 (0)            |

## Palmarés

### Campeonatos nacionales
| Título                       | Club                   | País           | Año  |
| ---------------------------- | ---------------------- | -------------- | ---- |
| Copa MLS                     | San Jose Earthquakes   | Estados Unidos | 2003 |
| A-League                     | San Jose Earthquakes   | Estados Unidos | 2003 |
| A-League                     | Portland Timbers (USL) | Estados Unidos | 2004 |
| MLS Supporters' Shield       | Los Angeles Galaxy     | Estados Unidos | 2010 |
| MLS Supporters' Shield       | Los Angeles Galaxy     | Estados Unidos | 2011 |
| Copa MLS                     | Los Angeles Galaxy     | Estados Unidos | 2011 |
| Copa MLS                     | Los Angeles Galaxy     | Estados Unidos | 2012 |
| North American Soccer League | San Jose Earthquakes   | Estados Unidos | 2014 |

- Datos: Q1987885
- Multimedia: Josh Saunders / Q1987885